# Lucio Blanco

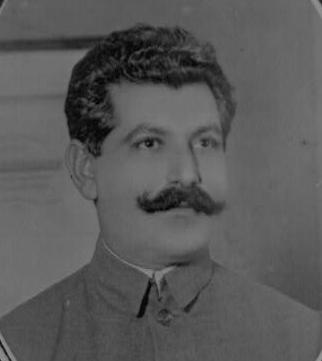
Lucio Blanco

Lucio Blanco Fuentes (Nadadores, 21 juli 1897 - Laredo, 1922) was een Mexicaans politicus en militair.
In 1906 sloot hij zich aan bij de Mexicaanse Liberale Partij (PLM) van Richardo Flores Magón en in 1910 bij de Nationale Antiherverkiezingspartij van Francisco I. Madero. Na de overwinning van Madero was hij korte tijd werkzaam bij het ministerie van binnenlandse zaken, maar na onenigheid met de regering nam hij ontslag en keerde terug naar zijn thuisstaat Coahuila, alwaar gouverneur Venustiano Carranza hem tot hoofd van de militie benoemde. Hoewel hij geen enkele militaire ervaring had, wist hij indruk te maken op zijn meerderen tijdens de campagne tegen de opstand van Pascual Orozco.
Na de omverwerping en moord op Madero in februari 1913 door Victoriano Huerta sloot Blanco zich aan bij het Constitutionalistische Leger als luitenant-kolonel. Op 4 juni 1913 wist hij de stad Matamoros in te nemen, wat de eerste grote overwinning was voor de constitutionalisten, en hij werd benoemd tot brigadier-generaal. Zijn manschappen pleegden echter verschillende wreedheden tijdens de inname van Matamoros, waar Blanco verantwoordelijk voor werd gehouden. Carranza passeerde hem als bevelhebber van de Noordoostelijke Divisie ten gunste van Pablo González. Blanco wilde niet onder González dienen en bleef achter in Matamoros. Blanco voerde hier de eerste landhervormingen door, wat hem een vriendschap met Emiliano Zapata opleverde maar door Carranza werd veroordeeld. Deze riep Blanco terug naar Sonora om daar onder Álvaro Obregóns Noordwestelijke divisie te dienen. Als hoofd van de noordwestelijke cavalerie wist hij de steden Tepic en Guadalajara in te nemen.
Na de scheuring tussen Carranza en Pancho Villa viel Blanco uit de gratie van het constitutionalistische leiderschap, bang dat hij over zou lopen naar Villa. Op de conventie van Aguascalientes koos hij partij voor de conventionalisten van Villa en Zapata. Hij diende als minister van binnenlandse zaken onder de door de conventie aangewezen president Eulalio Gutiérrez. Nadat Gutiérrez poogde Villa en Zapata uit de regering te zetten ontstond er ook een scheuring onder de conventionalisten. Blanco koos voor Gutiérrez, die echter werd verslagen en vrede tekende met Carranza. Blanco werd gearresteerd door Obregón en tot vijf jaar gevangenisstraf veroordeeld. In 1917 werd hij vervroegd vrijgelaten, waarna hij naar Texas vluchtte.
In 1919 keerde hij terug naar Mexico, als onderhandelaar tussen de regering van Carranza en Zapata's opvolger Gildardo Magaña. Nadat Obregón in opstand kwam tegen Carranza vluchtte hij wederom naar Texas. In juni 1922 werd zijn lichaam aangetroffen in de Río Bravo op de grens tussen Mexico en de Verenigde Staten. Zijn dood is nooit helemaal opgehelderd, vermoedelijk is hij vermoord door Mexicaanse geheim agenten die vreesden dat hij een staatsgreep voorbereidde.